# فرانك كاستنر
فرانك كاستنر (بالألمانية: Frank Kastner)‏ (29 نوفمبر 1969 - ) هو لاعب كرة قدم ألماني، يلعب كمدافع، لعب 210 مباراة وسجل 4 أهداف.

## مسيرته

### مسيرته مع الأندية
- 1987 - 1990 لعب مع نادي كارلسروه 30 مباراة سجل خلالها هدف.
- 1990 - 1990 لعب مع منتخب ألمانيا الأولمبي لكرة القدم مباراتين.
- 1990 - 1991 لعب مع فالدهوف مانهايم 10 مباريات.
- 1991 - 1992 لعب مع فورفرتس اشتاير [الإنجليزية]‏ 23 مباراة.
- 1992 - 2000 لعب مع رويتلينغن 05 [الإنجليزية]‏ 96 مباراة.
- 1996 - 1999 لعب مع كيكرز أوفنباخ 49 مباراة سجل خلالها 3 أهداف.

## روابط خارجية
- فرانك كاستنر على موقع قاعدة بيانات كرة القدم.إي يو (الإنجليزية)
- فرانك كاستنر على موقع بيانات كرة القدم. دي إي (الألمانية)
- فرانك كاستنر على موقع عالم كرة القدم.نت (الإنجليزية)